# Paracaidista militar

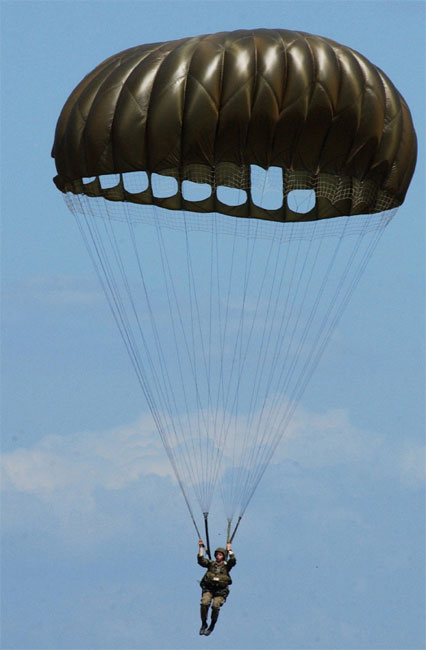
Paracaidista militar descendiendo en un paracaídas de la serie MC1.

Un paracaidista militar es un miembro de una organización militar entrenado para saltar en paracaídas sobre un objetivo.
La principal misión de las unidades paracaidistas es el transporte de tropas o personal especializado a un lugar específico, realizando labores de sabotaje y eliminación de objetivos concretos que puedan perturbar el avance del ejército. También se incluyen en sus misiones, el rescate, la protección y el traslado de personas, tanto militares como civiles que sean importantes objetivos.
Uno de los rescates efectuados por paracaidistas más destacables fue el realizado a Mussolini durante la Segunda Guerra Mundial por paracaidistas alemanes al mando de Otto Skorzeny.

## Tropas paracaidistas

### Actuales
- Brigada de Operaciones Especiales "Lautaro", Ejército de Chile.
- Brigada paracaidista Folgore. Ejército Italiano.
- Brigada de Infantería Ligera Paracaidista (BRIPAC). Ejército de España.
- 42 Brigada de Infantería Paracaidista (Venezuela).
- Brigada de Fusileros Paracaidistas, Cuerpo de Aerotropas (Ejército Mexicano)
- IV Brigada Aerotransportada, Ejército Argentino.
- 82.ª División Aerotransportada.
- 101.ª División Aerotransportada.
- Fuerzas de Asalto Aéreo de Ucrania.
- 506.º Regimiento de Infantería (Estados Unidos).
- Tropas Aerotransportadas de la Federación Rusa.
- Escuadron de Zapadores Paracaidistas del Ejército del Aire.
- Escuela Militar de Paracaidismo del Ejército del Aire.

### Históricas
- 1.ª División Aerotransportada (Reino Unido).
- 1.ª Brigada Independiente de Paracaidistas polacos.
- Fallschirmjäger.
- Compañía Easy.
- Tropas Aerotransportadas de la Unión Soviética.